# Ковзанярський спорт на зимових Олімпійських іграх 1976
Змагання з ковзанярського спорту на зимових Олімпійських іграх 1976 тривали з 5 до 14 лютого на Олімпійському льодовому стадіоні в Інсбруку (Австрія). Розіграно 9 комплектів нагород. Вперше розігрували медалі на дистанції 1000 метрів серед чоловіків.

## Чемпіони та призери

### Таблиця медалей
| Місце               | Країна              | Золото | Срібло | Бронза | Загалом |
| ------------------- | ------------------- | ------ | ------ | ------ | ------- |
| 1                   | СРСР (URS)          | 4      | 2      | 3      | 9       |
| 2                   | США (USA)           | 2      | 2      | 2      | 6       |
| 3                   | Норвегія (NOR)      | 2      | 2      | 1      | 5       |
| 4                   | Нідерланди (NED)    | 1      | 1      | 3      | 5       |
| 5                   | Канада (CAN)        | 0      | 1      | 0      | 1       |
| 5                   | НДР (GDR)           | 0      | 1      | 0      | 1       |
| Загалом (6 збірних) | Загалом (6 збірних) | 9      | 9      | 9      | 27      |

### Чоловіки
| Дисципліна   | Золото                        | Золото        | Срібло                   | Срібло   | Бронза                       | Бронза   |
| ------------ | ----------------------------- | ------------- | ------------------------ | -------- | ---------------------------- | -------- |
| 500 метрів   | Євген Куликов · СРСР          | 39.17 (OR)    | Валерій Муратов · СРСР   | 39.25    | Ден Іммерфолл · США          | 39.54    |
| 1000 метрів  | Петер Мюллер · США            | 1:19.32 (OR)  | Єрн Дідріксен · Норвегія | 1:20.45  | Валерій Муратов · СРСР       | 1:20.57  |
| 1500 метрів  | Ян Еґіль Сторгольт · Норвегія | 1:59.38 (OR)  | Юрій Кондаков · СРСР     | 1:59.97  | Ганс ван Гелден · Нідерланди | 2:00.87  |
| 5000 метрів  | Стен Стенсен · Норвегія       | 7:24.48       | Піт Клейне · Нідерланди  | 7:26.47  | Ганс ван Гелден · Нідерланди | 7:26.54  |
| 10000 метрів | Піт Клейне · Нідерланди       | 14:50.59 (OR) | Стен Стенсен · Норвегія  | 14:53.30 | Ганс ван Гелден · Нідерланди | 15:02.02 |

### Жінки
| Дисципліна  | Золото                   | Золото       | Срібло                 | Срібло  | Бронза                   | Бронза  |
| ----------- | ------------------------ | ------------ | ---------------------- | ------- | ------------------------ | ------- |
| 500 метрів  | Шейла Янґ · США          | 42.76 (OR)   | Кеті Прістнер · Канада | 43.12   | Тетяна Аверіна · СРСР    | 43.17   |
| 1000 метрів | Тетяна Аверіна · СРСР    | 1:28.43 (OR) | Леа Поулос · США       | 1:28.57 | Шейла Янґ · США          | 1:29.14 |
| 1500 метрів | Галина Степанська · СРСР | 2:16.58 (OR) | Шейла Янґ · США        | 2:17.06 | Tatyana Averina · СРСР   | 2:17.96 |
| 3000 метрів | Тетяна Аверіна · СРСР    | 4:45.19 (OR) | Андреа Мічерліх · НДР  | 4:45.23 | Лізбет Корсмо · Норвегія | 4:45.24 |

## Рекорди
Встановлено нові олімпійські рекорди у восьми дисциплінах з дев'яти.
| Дисципліна              | Дата      | Збірна                   | Час      | OR | WR |
| ----------------------- | --------- | ------------------------ | -------- | -- | -- |
| 500 метрів (чоловіки)   | 10 лютого | Євген Куликов (URS)      | 39.17    | OR |    |
| 1000 метрів (чоловіки)  | 12 лютого | Петер Мюллер (USA)       | 1:19.32  | OR |    |
| 1500 метрів (чоловіки)  | 13 лютого | Ян Еґіль Сторгольт (NOR) | 1:59.38  | OR |    |
| 10000 метрів (чоловіки) | 14 лютого | Піт Клейне (NED)         | 14:50.59 | OR |    |
| 500 метрів (жінки)      | 6 лютого  | Шейла Янґ (USA)          | 42.76    | OR |    |
| 1000 метрів (жінки)     | 7 лютого  | Тетяна Аверіна (URS)     | 1:28.43  | OR |    |
| 1500 метрів (жінки)     | 5 лютого  | Галина Степанська (URS)  | 2:16.58  | OR |    |
| 3000 метрів (жінки)     | 8 лютого  | Тетяна Аверіна (URS)     | 4:45.19  | OR |    |

## Країни-учасниці
У змаганнях з ковзанярського спорту на Олімпійських іграх в Інсбруку взяли участь спортсмени 19-ти країн.
- Австралія (1)
- Австрія (4)
- Бельгія (2)
- Канада (8)
- Фінляндія (4)
- Франція (2)
- Західна Німеччина (3)
- Велика Британія (2)
- НДР (9)
- Італія (6)
- Японія (9)
- Південна Корея (2)
- Нідерланди (6)
- Норвегія (9)
- Польща (4)
- Швейцарія (1)
- Швеція (9)
- СРСР (16)
- США (14)